# Золотых, Сергей Иванович
Сергей Иванович Золотых (25 января 1917, село Промысловка, Яндыковская волость, Астраханский уезд, Астраханская губерния, Российская империя — 2 марта 2002, станция Варениковская, Крымский район, Краснодарский край, Россия) —участник Великой Отечественной войны, полный кавалер ордена Славы.

## Биография
Родился 25 января 1917 года в селе Промысловка (Астраханская губерния) в крестьянской семье. После окончания 4 классов школы работал в рыбколхозе. 
\
С сентября 1938 года в Красной армии. В 1939 году участвовал в боях на Халхин-Голе. В боях Великой Отечественной войны начал участвовать с ноября 1941 года. С ноября 1941 по февраль 1943 года был ранен три раза (май 1942—ранение в ногу, октябрь 1942 и февраль 1943 — ранен в голову). 
5 мая 1943 года во время боёв возле Горячего Ключа (Краснодарский край) с группой солдат внезапно ударил по противнику с тыла, чем вызвал успех операции. Во время этого боя был ранен в голову. 12 сентября 1944 года награждён орденом Славы 3-й степени. 
В сентябре—октябре 1944 года участвовал в Карпатско-Ужгродской операции. В одном из боёв обошёл противника с группой автоматчиков и атаковал его с тыла. В этом бою лично уничтожил 5 немецких военнослужащих. За эту операцию награждён орденом Красной Звезды. 
В боях с 5 по 12 декабря 1944 года уничтожил 14 солдат противника, боеприпасы и оружие, захватил в плен 4 «языка», 2 телефонных аппарата и важные документы. За эти бои был награждён орденом Отечественной войны 1-й степени. 
Во время боёв 20—25 декабря 1944 года возле Борда (Словакия) первым ворвался во вражескую траншею и уничтожил 7 солдат и 1 офицера противника. 31 января 1945 года награждён орденом Славы 2-й степени. 
16 марта 1945 года во время прикрытия группы захвата уничтожил 4 немецких военнослужащих и обратил в бегство остальных. За этот бой награждён орденом Отечественной войны 2-й степени. 
29 марта 1945 года во время боёв возле Явона (Польша) обнаружил и напал на сторожевой мост противника, что обеспечило удачный исход операции (взятие в плен «языка»). 29 июня 1945 года награждён орденом Славы 1-й степени. 
Демобилизован в январе 1947 года. Работал бригадиром базы Темрюкского рыбзавода. Умер 2 марта 2002 года.

## Награды
Сергей Иванович Золотых был награждён следующими наградами 
- Орден Славы I степени (29 июня 1945—№ 814);
- Орден Славы II степени (31 января 1945—№ 9854);
- Орден Славы III степени (12 сентября 1944—№ 156537);
- 2 Ордена Отечественной войны I степени (22 января 1945; 11 марта 1985);
- Орден Отечественной войны II степени (4 апреля 1945);
- 2 Ордена Красной Звезды (6 ноября 1944; 7 июня 1945);
- так же награждён рядом советских медалей[3].